# 마산자유무역지역
마산자유무역지역(馬山自由貿易地域)은 경상남도 창원시 마산회원구에 위치한 무역을 중점으로 한 공단 지역으로, 이전에는 마산수출자유지역(馬山輸出自由地域)이라는 명칭이 사용되었으며, 현재도 이 명칭이 통용되고 있다.
1970년대 당시 이리시의 이리수출자유지역(현재의 익산공업단지)와 함께 마산시 임해지역 일대에 수출자유지역으로 조성되었으며, 생산·수출·수송 등과 광대한 공장 부지(50만평), 풍부한 공업용수(8만 5,000t), 동력·노동력 기타 여러 가지 입지적 조건이 양호하다. 외국 기업체에도 참여할 수 있는 문호를 개방하여, 해외수출 증대, 해외시장 정보 획득, 남해안 임해 공업벨트지대 성장의 선도적 역할을 꾀하기 위해 마련한 것이다. 양덕동과 봉암동에 이 단지가 건설됨으로써 2만 5,000명 이상의 고용 증대, 각종 임대 사용료 등으로 많은 외화를 획득할 수 있다.